# Crazy in Love
Cet article concerne la chanson de Beyoncé avec Jay-Z. Pour le film de Petter Næss, voir Crazy in Love.
Singles de Beyoncé avec Jay-Z
'03 Bonnie & Clyde
(2002) Baby Boy
(2003)
Singles par Jay-Z
Excuse Me Miss
(2002) Change Clothes
(2003)
Pistes de Dangerously in Love
Naughty Girl
Crazy in Love est une chanson de la chanteuse américaine de RnB contemporain Beyoncé avec la participation du rappeur américain Jay-Z. Ces derniers et le producteur Rich Harrison ont écrit cette chanson pour le premier album solo de la chanteuse : Dangerously in Love. Elle sort le 18 mai 2003, chez Columbia, en premier single extrait de l'album. Crazy in Love est une chanson d'amour contenant un échantillon tiré de Are You My Woman (Tell Me So) (1970), par les Chi-Lites, qui sert d'accroche. Elle intègre également du funk rétro des années 1970 et contient des influences de soul ainsi que de la dance-pop. Les paroles font référence à un état d'obsession amoureuse d'un niveau tel qu'une personne en arrive à commettre des actes inhabituels.
La critique musicale acclame la chanson. Elle est notamment la meilleure de la décennie, pour le magazine britannique NME. Le titre remporte également de nombreux prix dont ceux de la meilleure chanson R'n'B et de la meilleure collaboration rap/chant, lors de la 46e cérémonie des Grammy Awards. Crazy in Love obtient un énorme succès commercial puisque le titre atteint la première place aux États-Unis d'Amérique et au Royaume-Uni, il se classe dans le top dix de nombreux hits-parades à travers le monde et le single est certifié disque d'or ou de platine dans plusieurs pays. Crazy In Love est l'un des singles les plus vendus de tous les temps avec 8 millions d'exemplaires vendus.
Le clip vidéo qui accompagne la chanson est réalisé par Jake Nava et présente Knowles dans diverses scènes de danse. Il remporte plusieurs prix dont trois MTV Video Music Awards en 2003.
Depuis la sortie de la chanson, de nombreux artistes ont enregistré des reprises, dans différents genres musicaux et elle a souvent été utilisée à la télévision.

## Genèse et écriture
En 2002, Beyoncé enregistre déjà de nombreuses chansons pour Dangerously in Love. Son équipe de gestion prévoit la sortie de l'album en octobre 2002. Cependant, celle-ci est reportée à plusieurs reprises pour capitaliser sur le succès du single Dilemma du rappeur américain Nelly et où figure Kelly Rowland, du groupe Destiny's Child. Ces retards permettent à Beyoncé de retourner en studio et d'enregistrer davantage de chansons.
Avant de rencontrer Beyoncé, Rich Harrison avait conceptualisé le rythme de la chanson. Il avait samplé l'instrumentation du refrain de la chanson «Are You My Woman? (Tell Me So)» de 1970, initialement écrite et composée par Eugene Record, leader du groupe Chi-Lites, basé à Chicago. Lorsque Harrison a fait écouter la demo à ses amis pour la première fois, ils n'ont pas apprécié, ce qui lui a fait réaliser qu'il avait conçu quelque chose de spécial, que les gens apprécieraient davantage après avoir écouté la chanson en entier. Harrison a donc décidé d'attendre que le bon artiste l'enregistre : «Je l'avais en réserve, je ne l'avais pas vraiment fait circuler, parce que parfois, on n'a pas envie de sortir le morceau avant qu'il soit parfait.»
Harrison a été agréablement surpris lorsqu'il a reçu un appel de Beyoncé, qui travaillait sur l'un des albums les plus attendus de l'année. Cependant, les choses ne se sont pas déroulées comme prévu le lendemain, car il était en retard et souffrait encore des effets de la gueule de bois. Lorsque Harrison a fait écouter le sample à Beyoncé en studio, la chanteuse a d'abord eu des doutes quant à ce «son si chargé de fanfares tonitruantes»; il lui semblait trop rétro et, selon elle, personne n'utilisait de riffs de cor au XXIe siècle. Néanmoins, Beyoncé a accepté le sample, à la grande joie d'Harrison, et lui a donné deux heures pour écrire et composer la chanson pendant qu'elle allait acheter un cadeau d'anniversaire pour Kelly Rowland.
Harrison a avoué qu'il n'avait pas été facile pour lui de trouver les paroles de «Crazy in Love» en si peu de temps. Mais deux heures plus tard, il avait écrit les couplets malgré la gueule de bois. Harrison avait également prévu une piste d'accompagnement; il a joué  tous les instruments sur le morceau. Le pont a été écrit  par Beyoncé. Le refrain a été inspiré par son propre reflet dans le miroir; comme elle ne portait pas de vêtements assortis et que ses cheveux étaient en bataille, elle répétait sans cesse : «J'ai l'air tellement folle en ce moment.» Harrison lui a répondu en chantant: «C'est le refrain.» Après avoir terminé l'écriture du pont, Beyoncé a trouvé la phrase d'accroche – «Uh-oh, uh-oh, you know» – aux côtés de Harrison.
Le petit ami de Beyoncé, le rappeur américain Jay-Z, s'engage tardivement dans la production de la chanson. Vers trois heures du matin, il vient au studio et enregistre un couplet rap, qu'il crée en une dizaine de minutes sans l'avoir écrit,.

## Structure musicale et paroles
Selon la partition publiée sur Musicnotes.com par Alfred Music Publishing, Crazy in Love est une chanson d'amour R'n'B composée dans la tonalité de Fa majeur,. Elle intègre également de la funk rétro des années 1970, et contient des influences de soul ainsi que de la musique dance-pop. La chanson est construite sur un rythme hip-hop. Beyoncé dit au journal The Sunday Herald que le rythme est « si dur que cela rend votre cœur blessé » [sic] . Le tempo de la chanson est fixé sur un nombre modéré de cent battements par minute avec une signature rythmique de 4/4. La voix de Knowles s'étend sur près d'une octave et demie, du La3 au Fa5. Crazy in Love est composée sur deux accords majeurs, le Si bémol et le Sol, avec un troisième mineur qui est à part. Une des principales courtes phrases mélodico-rythmiques répétées plusieurs fois utilise le traditionnel rythme de sonnaille qui se trouve souvent dans la samba,. En plus d'une atmosphère « go-go »  [sic], Crazy in Love possède également des influences d'ancienne soul qui sont dérivées du crochet au cor. Ce dernier est échantillonné par Harrison de la chanson de 1970 Are You My Woman? (Tell Me So), originellement écrite par le « leader » falsetto du groupe vocal de Chicago The Chi-Lites, Eugène Record. Selon Anthony DeCurtis du magazine Rolling Stone, Crazy in Love se compose d'un échantillon de cor propulsif. Il écrit également que la chanson est tellement « un bouillon d'énergie »  [sic], que Knowles est comme lâche et sexy, en proie à des émotions qu'elle ne peut ni comprendre, ni contrôler, tout en interprétant la chanson. Plusieurs autres critiques musicaux remarquent le crochet de cor présent sur le single qu'ils qualifient de « hard-core », d'« instantanément addictif », ou encore d'« éclatant ». Selon Lisa Verrico du Times, Crazy in Love utilise aussi « de grosses batteries et un peu de cuivres »  [sic] .
Selon Natalie Nichols du Los Angeles Times, les paroles de la chanson référencent un « état d'obsession romantique ». Beyoncé dit, à propos de la chanson, qu'elle parle de « quelle façon, lorsque vous tombez amoureux, vous faites des choses qui ne font pas partie de votre caractère et vous ne faites pas vraiment attention parce que vous êtes juste ouvert »  [sic] . Les paroles de Crazy in Love sont composées dans la traditionnelle forme couplet-refrain. Jay-Z ouvre la chanson avec un bref couplet rap parlé contenant les paroles : « Oui! Si folle maintenant. Le plus incroyable, c'est ta fille, B. C'est ton garçon, jeune. Tu es prête? »,. Après que Beyoncé chante « uh-oh, uh-oh », il continue son couplet rap. Beyoncé commence le premier couplet qui est suivi par le refrain avec un sifflement soutenu. Elle répète la suite d'onomatopées : « uh-oh, uh-oh »  [sic], qui conduit ensuite à son second couplet. Le refrain suit et laisse place à un second couplet rap de Jay-Z dont voici les paroles : « Jay Z dans la place, fou et dérangé [...] J'ai eu l'inhalation des fumeurs invétérés, comment vous pensez que j'ai le nom de Hova, je suis réel et le jeu est fini [...]. »,. La chanson continue avec le pont et Beyoncé chantant : « Je ne suis pas moi-même, dernièrement je suis idiote, je ne fais pas ça, / Je joue avec moi-même, bébé, je n'aime pas. / Car ton amour a eu le meilleur de moi, / Et bébé, tu t'es moqué de moi, / Tu m'as poussée et je m'en fiche de ceux qui regardent [...]. »,. La chanson continue ensuite avec le pont puis avec le refrain qui termine la chanson avec des chœurs en accompagnement.

## Sortie
Crazy in Love est envoyé officiellement en radio aux États-Unis le 18 mai 2003 sur les radios rythmiques, de hits contemporains et urbans. Le single sort d'abord en téléchargement sur l'iTunes Store au Royaume-Uni et aux États-Unis le 20 mai 2003. La chanson sort ensuite en single en Irlande et en Suisse le 30 juin 2003 et en EP numérique en Allemagne le même jour. Il sort également en maxi single en Allemagne le 30 juin 2003 et en Australie le 15 juillet 2003 avec en exclusivité le clip vidéo de la chanson. Elle sort en format DVD ainsi qu'en single au Royaume-Uni le 30 juin 2003. Crazy in Love est disponible en EP numérique dans plusieurs pays européens, dont l'Autriche, la Belgique, le Danemark, la Finlande, l'Italie, les Pays-Bas, la Norvège, et la Suède le 8 juillet 2003. Cet EP numérique est également sorti au Canada et en Irlande le 8 juillet 2003. Le 22 juillet 2003, deux remixes — un de Rockwilder et l'autre d'Adam 12 — sortent aux États-Unis,.

### Remixes
La chanson reçoit plusieurs remixes, dont ceux de Rockwilder, Maurice's Nu Soul et Juniors World. Ces versions apparaissent sur les sorties singles de Crazy in Love avec un nom modifié : Krazy in Luv. Le remix Rockwilder contient un rythme plus lent et rend la chanson davantage profonde et funk avec quelques échantillons de cor coupés ainsi que des textures de synthétiseur dispersées. Le remix de Maurice's Nu Soul contient plutôt un rythme accéléré et prend la droiture du hip-hop pour l'apporter dans de la house scintillante. Une version de Dangerously in Love incluse dans les sorties asiatiques de la chanson possède un rap en mandarin du chanteur américano-taïwanais Vanness Wu au lieu du rap de Jay-Z. En 2011 une étonnante version symphonique voit le jour, dirigée par Jacojack Beatmaker, elle met en valeur le côté mélancolique et amoureux de ce titre. Le groupe Swing Republic la reprend également en 2012 , en l'adaptant au registre de l'electro-swing, ce qui aboutit à un étonnant mélange des genres, entre Jazz, electro, Rap, RnB et musique klezmer.

## Accueil

### Accueil critique
Crazy in Love est saluée par les critiques. Tim Sendra de AllMusic, une base de données de musique en ligne, décrit la chanson comme un « chef-d'œuvre pop étourdissant » tandis que Stephen Thomas Erlewine du même site web la décrit comme « délicieusement accrocheuse ». Darryl Sterdan, qui écrit pour le site web canadien Jam!, remarque les « lignes de cor qui provoquent instantanément une addiction » dans la chanson. Anthony DeCurtis du magazine Rolling Stone remarque également l'échantillon de cor et note la contribution de Jay-Z en écrivant : « Crazy in Love... rugit sur les haut-parleurs avec la force de propulsion d'un échantillon de cor et de la présence chargée de son copain, Jay-Z » et Marc Anthony Neal du webzine international Popmatters complimente la suite d'onomatopées « uh-oh, uh-oh » qui est « entraînante ». MTV News considère la chanson comme le « moment le plus fier »[pas clair] de l'album. Blender nomme Crazy in Love une piste « démangente [et] obéissante ». Allison Stewart de The Washington Post nomme la chanson comme la meilleure de l'album et complimente ses cors, ses harmonies, ses échantillons et le couplet rap de Jay-Z. Elle est rejointe par Kelefa Sanneh du New York Times qui déclare que la chanson est la meilleure de l'album grâce à sa simplicité et à une combinaison irrésistible de cors triomphants et d'un rythme hip-hop malicieux. Elle ajoute que « sa voix — habile et précise comme jamais — ne transmet pas la précipitation vers le vertige que les paroles décrivent ».

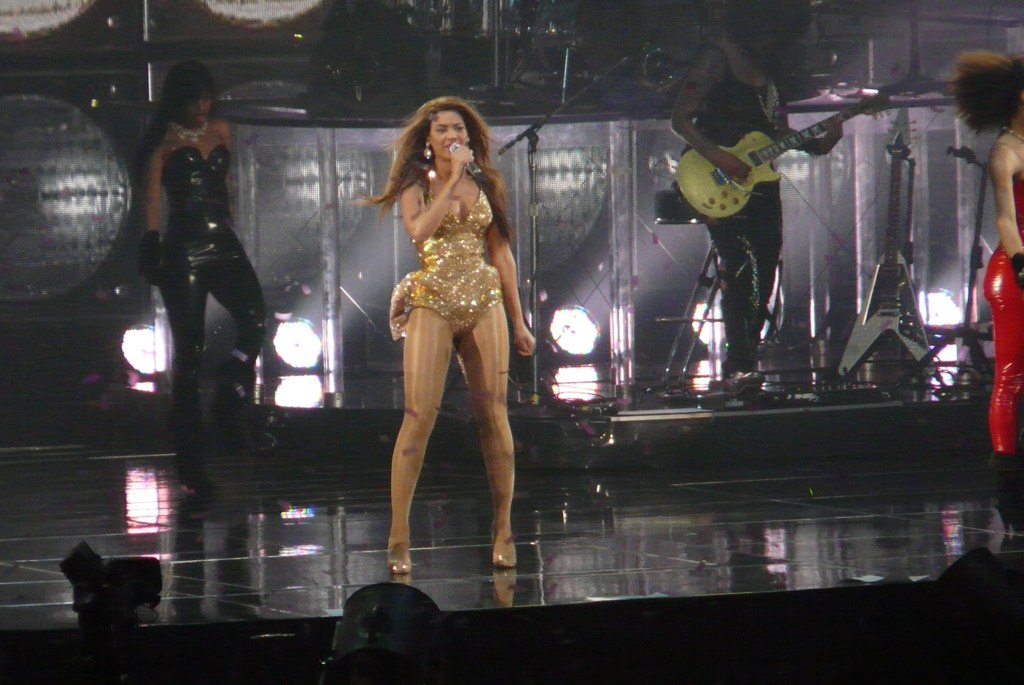
Beyoncé interprétant Crazy in Love pendant son I Am… Tour.

Rob Fitzpatrick de NME fait l'éloge de la chanson où il y a des « hochements de tête [et] un génial balancement funk-soul ». Il dit également que la piste « est à cent pour cent, un morceau, un classique d'une certitude absolue. ». Rob complimente aussi la voix de Beyoncé, qu'il appelle « véritable et terriblement fruité »  [sic]. La journaliste du Los Angeles Times Natalie Nichols déclare que les « airs de dance sexy comme une saveur funk vintage » de Crazy in Love font de Dangerously in Love un grand album. Pour James Poletti de Yahoo! Music, la piste est « glorieuse » et c'est le meilleur titre du disque. Yancey Strickler de Flak Magazine écrit : « [...] Avec un superbe cor grandiloquent, il a le potentiel d'un dissident de Lebron avec le couplet typiquement stellaire de l'invité Jay-Z et la hanche armée de Beyoncé, distribué avec culot ». Sal Cinquemani de Slant Magazine dit que l'arrangement lyrique, la structure musicale, ainsi que la place d'invité de Jay-Z ont tous contribué à faire de Crazy in Love un magnifique CV pour Beyoncé. Neil Drumming de Entertainment Weekly dit que la chanson possède un « son frais »  [sic]. Spence D. qui écrit pour IGN Music déclare que Beyoncé promène un « rythme contagieux » avec grâce et une séduction de milieu de gamme. Il ajoute également : « [...] comme on peut s'y attendre, la piste grimpe quand Jay laisse tomber sa saveur distinctive des quartiers chics. Alors que les autres pistes de rap rencontrant le R'n'B tombent souvent à plat, celle-ci fonctionne bien avec Beyoncé et les paroles de Jay qui jouent très bien l'un contre l'autre ». Lisa Verrico de The Times dit que Jay-Z fait un « rap décent » mais c'est en réalité « Beyoncé et les rythmes qui sauvent la journée. ». Enfin, pour le journaliste du Parisien Sébastien Catroux, Crazy in Love est « un must dans le genre [R'n'B] » et également une chanson « inégalée » et un « classique du R'n'B ».

### Distinctions et récompenses
Le magazine Entertainment Weekly classe Crazy in Love à la 47e place de la liste des « 100 plus grandes chansons d'été » et la chanson se classe seconde de la liste des singles les plus vendus depuis l'année 2000 produite par Yahoo!. Bill Lamb de About.com classe Crazy in Love à la première place de sa liste du « Top 10 des chansons d'amour : romance de tous les temps ». Il classe également la chanson à la troisième position de sa liste des 100 chansons pop de 2003 et à la 26e place de la liste des 100 chansons pop des années 2000, en écrivant : « Crazy In Love met en évidence que Beyoncé n'aura pas de difficulté avec le succès solo en dehors de Destiny's Child ». Elle se classe également à la troisième place de la liste des « 50 meilleures chansons de la décennie » de Rolling Stone, en 2009 et est la 118e plus grande chanson de tous les temps par la liste  des « 500 plus grandes chansons de tous les temps » du magazine (mise à jour en 2010), puis 16e dans la version de 2021. La rédaction du magazine britannique NME élit la chanson comme la meilleure des années 2000, en l'appelant :  « un obusier d'une chanson pop destructeur de dancefloor. »  [sic]. La chanson se classe aussi à la quatrième place de la liste des 500 pistes des années 2000 de Pitchfork, à la septième position d'une liste produite par The Daily Telegraph et à la sixième place de la liste des 100 meilleurs singles de la décennie de Slant Magazine.
En 2004, Beyoncé reçoit trois nominations aux Grammy Awards pour Crazy in Love, dans les catégories de l'enregistrement de l'année, de la meilleure chanson R'n'B et celle de la meilleure collaboration rap/chant. Elle remporte les deux dernières. Le groupe Coldplay remporte le prix de l'enregistrement de l'année avec leur chanson Clocks. Le remixeur de Crazy in Love connu sous le nom de Krazy in Luv (Maurice's Soul Nu Mix), Maurice Joshua, gagne le prix du meilleur enregistrement remixé non-classique. La chanson est reconnue pareillement aux American Society of Composers, Authors and Publishers Awards de 2004 comme la chanson la plus jouée et son éditeur, EMI, reçoit le prix de l'éditeur de l'année. Les VIBE Awards du magazine du même nom récompense la chanson comme la collaboration la plus « cool » [sic] en 2003. En Europe, Crazy in Love gagne le prix de la meilleure chanson aux MTV Europe Music Awards de 2003. Durant la même année, Crazy in Love gagne les prix de la meilleure piste R'n'B/Urban et de la meilleure piste Pop Dance aux 19e Annual International Dance Music Awards. La chanson est autant remarquée par les pairs de Beyoncé dans les marchés urbains puisque celle-ci remporte le prix de la meilleure collaboration aux BET Awards, où elle reçoit également une nomination dans la catégorie du prix du choix des téléspectateurs en 2004. Crazy in Love gagne encore une nomination aux 36e NAACP Image Awards pour le prix de la chanson remarquable et pour la chanson préférée aux Kids' Choice Awards 2004.

### Accueil commercial
Crazy in Love est un succès commercial aux États-Unis car, bien qu'il ne soit pas encore sorti chez les disquaires, le single gagne déjà une attention massive et atteint la première place du Billboard Hot 100, le classement officiel des singles du pays, uniquement grâce à sa diffusion. La même semaine où il atteint la première position, Dangerously in Love débute dans le Billboard 200 à la première place pareillement. Les gains du titre du fait de sa diffusion sont considérables et, plus tard, les ventes au détail permettent de faciliter la domination dans le classement puisqu'il reste huit semaines consécutives au sommet du Hot 100, ce qui en fait son premier single numéro un dans sa carrière solo. Selon Nielsen Soundscan, Crazy in Love est la chanson la plus téléchargée aux États-Unis pendant quatre semaines consécutives en juillet 2003. Beyoncé obtiendra rapidement un succès encore plus grand avec la sortie du second single de l'album puisque Baby Boy reste une semaine de plus à la tête du classement contrairement à Crazy in Love. Le single reste vingt-sept semaines dans le Hot 100 dont quinze semaines dans le top dix et vingt-six semaines dans le top 50. La chanson en est certifiée disque d'or par le Recording Industry Association of America en 2004 tandis que sa sonnerie de mobile est certifiée en or deux ans plus tard. Crazy in Love devient finalement le quatrième plus gros succès de 2003 aux États-Unis.

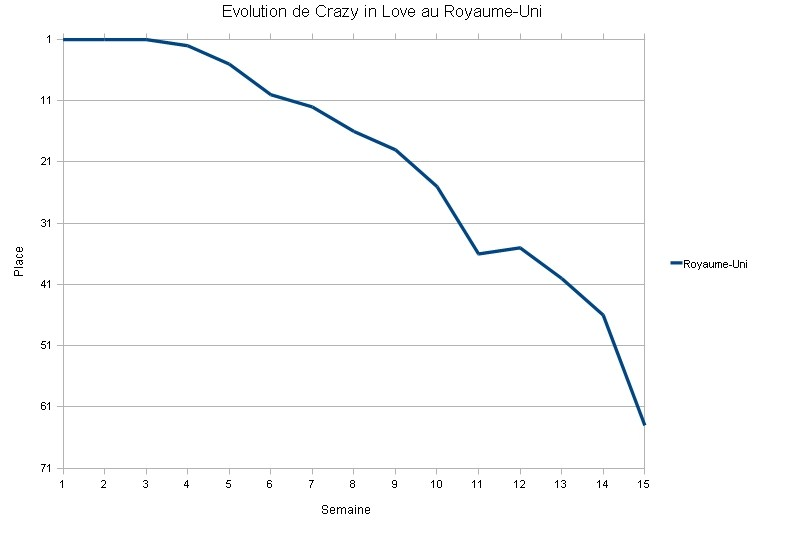
Évolution de la chanson dans le UK Singles Chart.

Dans les marchés internationaux, Crazy in Love est également une réussite. Beyoncé marque l'histoire puisqu'elle devient la troisième artiste féminine à avoir simultanément un single et un album numéro un au Royaume-Uni. La première fut la chanteuse américaine Mariah Carey, dont l'album Music Box et le single Without You devinrent numéro un durant la semaine du 12 mars au 19 mars 1994. La seconde fut la chanteuse pop australienne Kylie Minogue en 2001, avec son album Fever et son single Can't Get It Out of My Head. En comptant sa carrière avec celle de Destiny's Child, celui-ci devient le troisième single numéro un de Beyoncé au Royaume-Uni et est la seule chanson, en 2003, à atteindre la tête des classements à la fois au Royaume-Uni et aux États-Unis. Le single se maintient pendant trois semaines numéro un au Royaume-Uni et reste quinze semaines au total dans le top 100.
Dans le classement irlandais des singles, il atteint la première place et reste dix-huit semaines dans le classement. En Australie, Crazy in Love atteint la seconde position dans le ARIA Singles Chart et  est certifié disque de platine par l'Australian Recording Industry Association pour plus de 70 000 exemplaires vendus. Il prend également la seconde place dans le classement néo-zélandais des singles et est certifié disque de platine par la Recording Industry Association of New Zealand (RIANZ).
Crazy in Love apparaît dans plusieurs classements en Europe continentale en prenant généralement une place dans le top dix. Il atteint ce top en Autriche, en Belgique, en Danemark, en Allemagne, en Hongrie, en Italie, aux Pays-Bas, en Norvège, en Suède et en Suisse.

## Clip vidéo
Le clip vidéo de Crazy in Love, sorti en juillet 2003, a été tourné par le réalisateur anglais Jake Nava. Dans MTV Making of the Video en 2003, Beyoncé décrit la conception de la vidéo : 

« [La vidéo] célèbre l'évolution d'une femme. Il s'agit d'une fille qui est au sommet d'une relation [amoureuse]. Elle réalise qu'elle est amoureuse et fait des trucs qu'elle ne ferait pas normalement, mais elle s'en soucie pas. Ce n'est pas grave car elle est juste folle amoureuse. »

— Beyoncé [sic]

### Synopsis
La vidéo montre Beyoncé dans diverses séquences de dance. Dans la scène d'ouverture, elle apparaît habillée d'un débardeur, short et talons hauts rouges. Elle effectue une danse en solo élaborée sur une contremarche. La scène change avec un ensemble d'or pour imiter séance de photographies avant de passer à une scène accompagnée de danseurs avec Beyoncé qui danse contre un mur tout en portant des casquettes et des pantalons de sport bouffant. Jay-Z apparaît alors et enflamme une ligne d'essence conduisant à une voiture qui explose alors dans les flammes. Il interprète son rap en face de la voiture en feu. Beyoncé danse, tournoie à côté de lui et porte une soie exotique sur un manteau de fourrure, avant de donner des coups de pied sur la valve d'une bouche d'incendie. Elle continue à danser tandis que l'eau arrose l'endroit. La vidéo se termine avec Beyoncé et ses danseuses en face d'un ventilateur géant en robes de couleur vives qui contrastent avec les couleurs plus neutres de l'arrière-plan. La vidéo a également dans ses figurants Carmit Bachar (une des anciennes Pussycat Dolls) en tant que danseuse.

### Accueil critique
Le clip vidéo est acclamé par les critiques. Cynthia Fuchs qui écrit pour PopMatters commente la scène de la séance photo qui rappelle la même séquence qu'il y a dans la vidéo de Jenny from the Block  en 2002 de Jennifer Lopez avec des lumières chaudes, un maquillage effrayant et « beaucoup de jambes ». Elle complimente la vidéo en déclarant que « le corps de Beyoncé devient son emblème indéniable. » Tom Moon du Philadelphia Inquirer remarque la façon dont Beyoncé secoue tous les pouces « de son corps de déesse fameusement photogénique ».

### Récompenses obtenues
La vidéo gagne trois prix aux MTV Video Music Awards 2003 dans les catégories de la meilleure vidéo féminine, de la meilleure vidéo R'n'B et de la meilleure chorégraphie. Toutefois, le clip perd contre celui des Good Charlotte Lifestyles of the Rich & Famous dans la catégorie du choix des téléspectateurs. Le réalisateur Jake Nava remporte réciproquement un prix Music Video Production Association dans la catégorie de la meilleure vidéo R'n'B en 2004,. Pendant la même année, la vidéo gagne le prix de la meilleure collaboration aux MTV Video Music Awards Japan de 2004, où elle est également nommée pour le prix de la meilleure vidéo féminine. Crazy in Love gagne aussi une nomination aux 36e NAACP Image Awards pour le prix du clip vidéo remarquable. Enfin, il gagne le prix de la meilleure vidéo internationale aux MuchMusic Video Awards 2004.

## Interprétations en direct

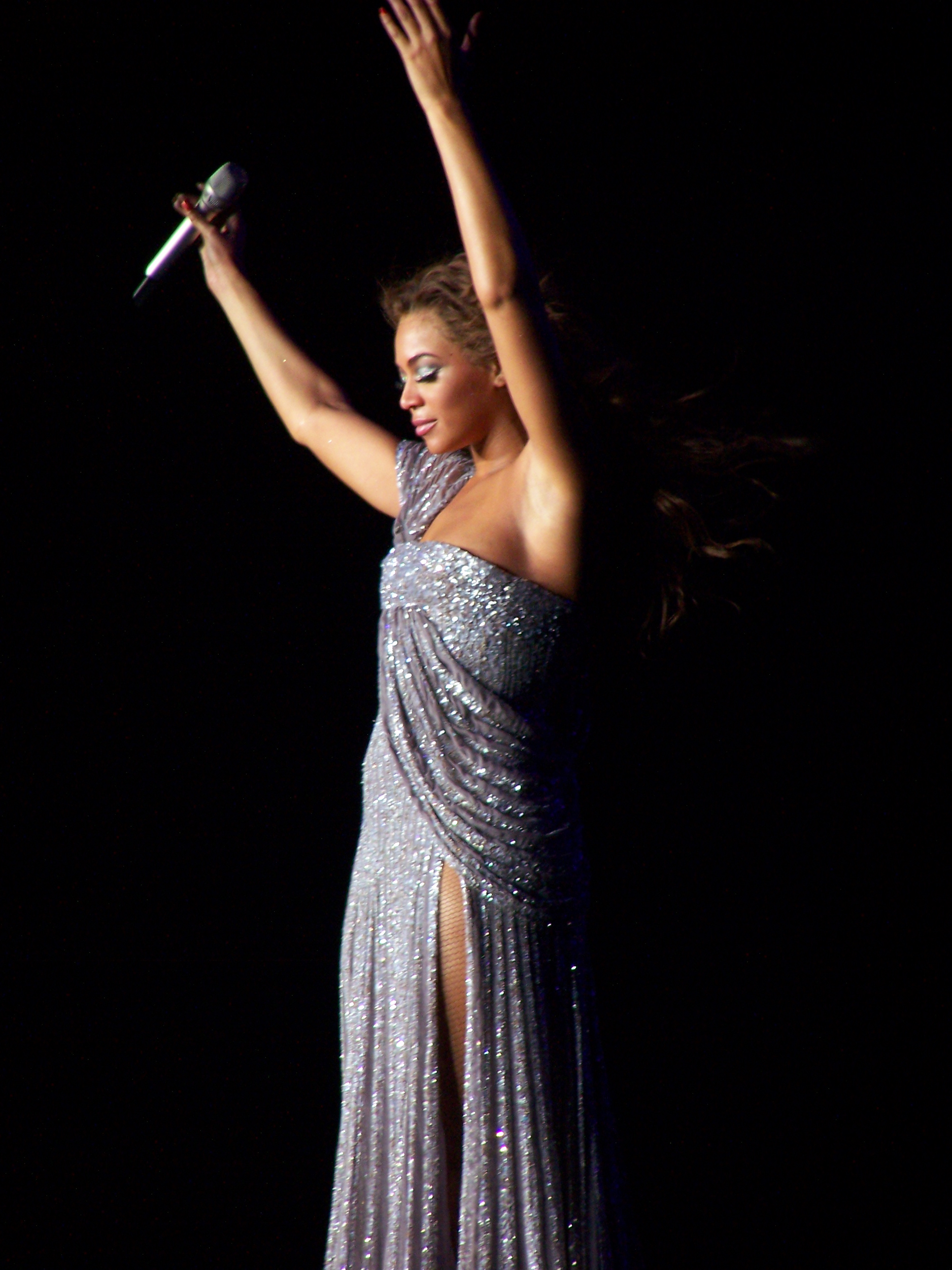
Beyoncé revêt cette robe lorsqu'elle chante Crazy in Love lors de la tournée The Beyoncé Experience en 2007.

Beyoncé interprète pour la première fois Crazy in Love avec Jay-Z le 28 août 2003 durant les MTV Video Music Awards. Elle chante la chanson dans un medley avec la voix pré-enregistrée de Sean Paul sur Baby Boy . Crazy in Love est inclus dans la plupart des tournées de Beyoncé. Elle est la chanson de clôture de son Dangerously in Love World Tour qui a commencé fin 2003. Durant la tournée, elle apparaît suspendue au plafond du stade avant de s’asseoir sur une chaise rouge. Beyoncé donne aussi une performance en direct de Crazy in Love aux BRIT Awards, le 17 février 2004. Elle porte une robe blanche Roberto Cavalli et des diamants, dont le prix est estimé à 500 000 dollars. Beyoncé apparaît sur scène dans un nuage de fumée, s'arrête de marcher au milieu de la chanson pour arracher son haut puis elle s'éloigne avec le prix de la meilleure artiste féminine internationale. Beyoncé et Jay-Z interprètent ensemble 'Crazy in Love au The Prince's Trust Urban Music Festival qui est un évènement caritatif organisé à Londres par le prince Charles au Earls Court Exhibition Centre le 31 mai 2004.
Elle est choisie pour être la chanson d'ouverture des tournées The Beyoncé Experience à Los Angeles et I Am… Tour durant différents concerts dont à l'Odyssey Arena en Irlande du Nord, à l'O2 Arena à Londres en Angleterre, à Athènes en Grèce et à Sydney en Australie. Le 5 août 2007, Beyoncé interprète la chanson au Madison Square Garden à Manhattan,. Elle émerge dans une robe scintillante argentée avec une longue traîne. Elle marche sur le devant de la scène, craque deux fois son cou puis commence Crazy in Love. Tout en chantant, elle marche jusqu'à un grand escalier où son groupe entièrement féminin et ses trois choristes sont positionnées. L'escalier avance à deux endroits avec la partie supérieure qui se déplace un peu tandis que le bas se déplace plus. En haut de l'escalier où il y a une mini-scène, elle arrache sa traîne et se dirige sur la scène principale, en bas. Ses trois choristes descendent également et dansent lors du « uh-oh-uh-oh » avec elle. Crazy in Love est suivi par un court extrait de Crazy de Gnarls Barkley de 2006 avec Beyoncé qui chante : « Que fais-tu, qui penses-tu être ? / Ha, ha, ha, bénis ton âme. »,. Shaheem Reid de MTV News
fait l'éloge de cette performance : « Il y a [très] peu de dames qui peuvent réellement chanter, beaucoup qui peuvent danser, beaucoup plus qui ont un bon look — mais vraiment personne d'autre peut combiner les trois et ajouter le pouvoir d'une star emblématique comme Mademoiselle Knowles, qui est sans doute la meilleure artiste sur scène en ce moment ». Jon Pareles du New York Times complimente également la performance en déclarant : « Beyoncé n'a pas besoin de divertissements quand elle fait son chant qui peut être aéré ou cuivré, larmoyante ou vicieux, rapide comme le feu avec des syllabes staccatos ou soutenues dans des mélismes avec fioritures. Or, elle était constamment en mouvement, se pavanant dans des costumes [...]. ». Frank Scheck du The Hollywood Reporter écrit : « [...] Son interprétation de Crazy in Love présente quelques arrangements surprenants qui donne de la fraîcheur à la chanson. ». Et le journaliste du Parisien, Sébastien Catroux qualifie l'interprétation de la chanson présente sur le DVD Live at Wembley comme « final et dévastateur - avec une nonchalance à la limite, parfois, de la condescendance ». Enfin, pour Emmanuel Marolle du même journal, la performance de Beyoncé lors du concert de la tournée Destiny Fulfilled ... And Lovin' It des Destiny's Child à Rotterdam le 23 mai 2005 a retourné la salle.
À Los Angeles, Beyoncé donne une interprétation longue de la chanson et est vêtue d'une tenue argentée avec une longue traîne (voir photo ci-dessus). Crazy in Love est effectuée avec plusieurs danseurs et danseuses et une instrumentation directe. Quand Beyoncé interprète la chanson à Sunrise en Floride le 29 juin 2009, elle porte un justaucorps avec de l'or pailleté. Pendant qu'elle chante, des graphismes animés où figures des platines, des curseurs et d'autres objets de club sont aperçus derrière Beyoncé, ses danseurs ainsi que ses musiciens. La chanteuse est accompagnée par ses deux bassistes, ses deux claviéristes, sa percussionniste, son groupe de cuivres, trois choristes imposantes appelées les Mamas et une guitariste, Bibi McGill. Crazy in Love est inclus sur les albums live The Beyoncé Experience Live de 2007, et l'édition deluxe du I Am... World Tour de 2010.

## Impact culturel

### Reprises
Depuis la sortie de la chanson, de nombreux artistes ont enregistré des reprises. En 2003, l'auteur-compositeur-interprète irlandais Mickey Joe Harte enregistre une version acoustique de Crazy In Love pour l'album caritatif Even Better Than the Real Thing Vol. 1. Le groupe de rock alternatif Snow Patrol reprend la chanson dans une session de la BBC avec Zane Lowe, laquelle sort en tant que morceau inédit (alors appelé « face B ») du single Spitting Games et est plus tard incluse dans la compilation Cosmosonica - Tom Middleton Presents Crazy Covers Vol. 1 et sur la compilation de Snow Patrol Up to Now. David Byrne termine son concert au Hollywood Bowl le 27 juin 2005 avec une version samba de Crazy in Love. En 2007, le groupe américain de rock alternatif Switchfoot produit une version rock sortie dans les séries CoverArt de Yahoo!. Tout en préservant les éléments fondamentaux de la chanson, Switchfoot ajoute sa « saveur rock » dessus et le groupe tourne un clip vidéo sur cette reprise qui est disponible sur le site web Yahoo! Pepsi Smash.
Après avoir interprété la chanson à la radio dans la station australienne Triple J, The Magic Numbers enregistrent la chanson pour la compilation de 2007 de Starbucks sous le label Hear Music, Sounds Eclectic: The Covers Project. Tracy Bonham reprend la chanson acoustiquement, avec une guitare et un violon, pour son album de 2007 In The City + In The Woods. Le trio britannique de close harmony The Puppini Sisters reprend la chanson pour leur album de 2007 The Rise and Fall of Ruby Woo - et une reprise supplémentaire est remixée par la boîte de jazz électronique The Real Tuesday Weld. L'artiste indépendant Dsico enregistre une reprise de la chanson dans un style de musique électronique qui est disponible en téléchargement. Durant la même année, Chris Ward et Andrew Thiboldeaux, alias Pattern is Movement, font leur première session Daytrotter avec une version de Crazy in Love, une version que le duo revendique comme inspirée par l'émotion d'Antony Hegarty. Antony and the Johnsons sort la chanson jouée avec un orchestre en face B de leur single Aeon de 2009. Le groupe allemand The Baseballs reprend la chanson dans un style rockabilly pour leur premier album Strike! Back en août 2010. La chanson a également été reprise en 2009 par Mélissa Laveaux, pour la version bonus de son album Camphor & Copper. En 2013, une reprise par Emeli Sandé et The Bryan Ferry Orchestra est présente sur la bande originale du film Gatsby le Magnifique. C'est une reprise de Crazy in Love qui a permis à Sofia Karlberg d'attirer l'attention, son interprétation figurant à plusieurs palmarès,,.

### Usage à la télévision et au cinéma
Après avoir remporté le prix de la meilleure collaboration pour Crazy in Love parmi d'autres aux BET Awards 2004, Beyoncé dédicace le prix à la présentatrice de la cérémonie, la comédienne Mo'Nique, dont l'entrée comporte une parodie de la chorégraphie de la vidéo de Crazy in Love avec un groupe de six danseuses voluptueuses. En coulisses, l'entrée de Mo'Nique fait zinzinuler toutes les célébrités. Elle confie à MTV News : « Quand ma fille est sortie et qu'elle a fait le truc Beyoncé, j'étais comme, « Whoa! » et c'est de là qu'est venu l'idée d'imiter la chorégraphie  [sic]. ». Crazy in Love est interprété deux fois en direct dans Australian Idol. La première fois fut lors dans la finale de la saison une en 2003 par le futur gagnant Guy Sebastian et la seconde fois dans une version jazz dans la saison quatre par la finaliste Jessica Mauboy dans l'émission à six candidats en 2006. En juin 2008, la chanteuse de R'n'B australienne Jessica Mauboy se rend en Indonésie pour un voyage de trois jours dans lequel elle chante à travers le pays. Lors du troisième jour de son voyage, elle interprète Crazy in Love dans Indonesian Idol avec les anciens participants de Indonesian Idol Mike, Judika et Lucky. Le 10 mai 2011, lors du 4e prime en direct de la seconde saison du X-Factor français, la candidate Marina D'Amico chante la chanson avec un court extrait de Crazy des Gnarls Barkley qui lui attira les compliments du jury. Enfin, la chanson est réinterprétée une fois dans Singapore Idol par la candidate Maia Lee.
En 2002, Beyoncé signe avec l'entreprise de soda Pepsi. Par la suite, elle apparaît dans des campagnes publicitaires pour divers produits de l'entreprise et, dans une d'elles, la chanson Crazy in Love est utilisée comme musique de fond. Crazy in Love est inclus dans la bande originale de la comédie romantique de 2004 Bridget Jones : L'Âge de raison et pareillement présent en 2004 dans les bandes-originales de la comédie américaine FBI : Fausses blondes infiltrées et de New York Taxi, la reprise hollywoodienne du film français Taxi. La comédie de 2007 Charlie, les filles lui disent merci utilise également Crazy in Love dans sa bande-originale. Puis, l'audition de la série américaine Glee effectue un mash-up des chansons Hair et Crazy in Love dans l'épisode de la saison une Hairography. Enfin, en 2014, une version plus lente et plus sensuelle est chantée par Beyoncé à l'occasion de la sortie en février 2015 de l'adaptation cinématographique du livre érotique à succès Cinquante nuances de Grey.

## Formats et liste des pistes
| - Téléchargement Royaume-Uni et États-Unis, 1. Crazy in Love (avec Jay-Z) : 3:56 - EP Krazy in Luv Digital Canada et Europe, 1. Crazy in Love : 3:56 2. Krazy in Luv (Adam 12 So Crazy Remix) : 4:29 3. Krazy in Luv (Rockwilder Remix) : 4:12 - EP Digital Krazy in Luv Allemagne 1. Crazy in Love : 3:56 2. Summertime : 3:52 3. Krazy in Luv (Maurice's Nu Soul Remix) : 6:29 - CD single Europe, 1. Crazy in Love : 4:09 2. Crazy in Love (Sans Rap) : 3:43 | - Maxi-CD single Australie et Allemagne, 1. Crazy in Love (Version Single) : 4:11 2. Summertime avec P. Diddy : 3:53 3. Krazy in Luv (Maurice's Nu Soul Remix) : 6:27 4. Krazy in Luv (Rockwilder Remix) : 4:12 5. Crazy in Love (Clip vidéo bonus) - CD Single Royaume-Uni 1. Crazy in Love : 3:56 2. Krazy in Luv (Adam 12 So Crazy Remix) : 4:29 3. Krazy in Luv (Rockwilder Remix) : 4:13 |

## Classements
| Pays                            | Meilleure position |
| ------------------------------- | ------------------ |
| Australie                       | 2                  |
| Autriche                        | 8                  |
| Belgique (Néer.)                | 5                  |
| Belgique (Fr.)                  | 10                 |
| Canada                          | 2                  |
| Danemark                        | 5                  |
| Pays-Bas                        | 2                  |
| Europe                          | 1                  |
| Finlande                        | 12                 |
| France                          | 21                 |
| Allemagne                       | 6                  |
| Hongrie                         | 3                  |
| Hongrie (Classement Dance)      | 2                  |
| Irlande                         | 1                  |
| Italie                          | 5                  |
| Nouvelle-Zélande                | 2                  |
| Norvège                         | 5                  |
| Roumanie                        | 4                  |
| Suède                           | 4                  |
| Suisse                          | 3                  |
| Royaume-Uni                     | 1                  |
| Billboard Hot 100               | 1                  |
| Billboard Hot R&B/Hip-Hop Songs | 1                  |
| Billboard Hot Dance Club Play   | 1                  |
| Billboard Pop Songs             | 1                  |

| Pays              | Meilleure position |
| ----------------- | ------------------ |
| Billboard Hot 100 | 40                 |

| Pays                                | Position |
| ----------------------------------- | -------- |
| Australie                           | 28       |
| Australie (Urbain)                  | 14       |
| Autriche                            | 50       |
| Belgique (Néer.)                    | 20       |
| Belgique (Fr.)                      | 40       |
| Irlande                             | 12       |
| Italie                              | 26       |
| Nouvelle-Zélande                    | 24       |
| Suisse                              | 11       |
| Billboard Hot 100                   | 4        |
| Billboard Hot R&B/Hip Hop Songs     | 14       |
| Billboard Pop Songs                 | 9        |
| Billboard Hot Dance Club Play Songs | 38       |
| Billboard Rhythmic Songs            | 11       |

| Pays (certificateur)     | Certification (seuils de vente) |
| ------------------------ | ------------------------------- |
| Australie (ARIA)         | Platine                         |
| Nouvelle-Zélande (RIANZ) | Platine                         |
| Norvège (IFPI)           | Or                              |
| Royaume-Uni (BPI)        | Argent                          |
| États-Unis (RIAA)        | Or                              |
| États-Unis (RIAA)        | Or (Sonnerie mobile)            |